# Ramázanidas
Los Ramázanidas (turco: Ramazanoğulları Beyliği) fue una administración autónoma y un beylicato independiente de facto que existió desde 1352 hasta 1608 en Cilicia, asumiendo el dominio de la región del Reino armenio de Cilicia. El emirato fue un protectorado del Sultanato Mameluco hasta finales del siglo XIV, luego fue independiente de facto durante más de un siglo y luego, a partir de 1517, un protectorado del Imperio Otomano. La capital era Adana .
Los Ramázanidas fue el único beylicato de Anatolia que no fue sucesor del Sultanato Rum. A menudo se clasifica erróneamente como un beylicato de Anatolia , aunque era una entidad bajo los mamelucos. Cilicia fue parte de los selyúcidas por un corto tiempo a principios del siglo XI y, por lo tanto, no se vio afectada por el expansionismo sunita del siglo XIII. A fines del siglo XIV, los turcos de Yüreğir se mudaron a Cilicia y tenían una cultura distinta con influencia de las tradiciones Bektashi de rituales chamánicos junto con el Islam.

## Historia
La invasión mongola de Asia obligó a los turcos oghuz a emigrar a Anatolia y Levante en gran número. Una tribu turca, de Yüreğir en Transoxiana, se asentó en las regiones del norte del Sultanato mameluco, desde Antioquía hasta Gaza con la aprobación del Sultán. Eran conocidos en el Medio Oriente como Yüreğirli.
El Ilkanato cayó en desorden después de la muerte de Abu Sa'id , por lo que no pudo apoyar al Reino armenio de Cilicia. Además, los conflictos internos dentro del Reino armenio hicieron que los turkomanos volvieran la vista hacia la inestable Cilicia, y en 1352, Ramazan Beg llevó a los turcomanos a establecerse al sur de Çaldağı y fundó su primer asentamiento, Camili. Más tarde ese año, Ramazan Beg visitó El Cairo y el sultán autorizó a establecer la nueva frontera del Emirato turcomano en Cilicia. Los Yüreğir vivió como una pequeña comunidad durante 7 años en el sureste de Adana, y llamó a su nueva tierra, Yüreğir . En 1359, el Ejército del Sultanato Mameluco entró en Cilicia y se apoderó de Adana y Tarso, dos ciudades principales de la llanura, dejaron pocos castillos a los armenios. En 1375, los mamelucos obtuvieron el control de las áreas restantes de Cilicia, poniendo así fin al dominio de tres siglos de los armenios. El sultanato mameluco autorizó a Ramazan Beg y dirigió al emirato de Turkomano a administrar Cilicia, pero tomó el control directo de las ciudades, Tarsus, Ayas, Sarvandikar, Sis en las cuatro esquinas de la llanura de Cilicia y nombró un emir y una guarnición para cada una. Tarso, la antigua capital de Cilicia, fueron colonizados por los morosque llegó de Egipto. El Emirato de Türcomano, que comenzó a ser conocido como Ramázanidas estableció la ciudad de Adana como su centro de poder, y muchas familias Turcomanas de origen Yüreğir se mudaron a la ciudad.
Después de la muerte de Ramazan Bey, su hijo Ibrahim Bey hizo una alianza con los Karamanidas. Alaeddin Bey e Ibrahim Bey juntos intentaron eliminar el control de los mamelucos en la provincia. Después de esta alianza, un gran ejército mameluco avanzó y comenzó a saquear, pero el ejército de Ibrahim Bey logró una gran victoria contra los mamelucos en Belén. También en esta batalla había sido capturado Temur Bey, el general de los mamelucos. Yilboga, el emir de Alepo pasó a los turcomanos después de esta derrota y conquistó el castillo de Misis.
Los Ramázanidas jugaron un papel importante en las relaciones otomanos - mamelucas del siglo XV, siendo un estado colchón ubicado en la zona fronteriza mameluca
En 1516, Selim I incorporó el beylicato al Imperio Otomano después de su conquista del estado mameluco. Los beys de Ramázanidas ocuparon la administración del sanjacado otomano de Adana de manera hereditaria hasta 1608, siendo los últimos 92 años vasallos de los otomanos.

## Gobernantes
1. Ramazán Bey (1352-1378)
2. Ibrahim Bey (1378-1383)
3. Şihâbeddîn Ahmed Bey (1383-1416)
4. Ibrahim II Bey (1416-1418)
5. İzzeddin Hamza Bey (1418-1426)
6. Mehmet Bey (1426-1435)
7. Eylûk Bey (1435-1439)
8. Dundar Bey (1439-1470)
9. Ömer Bey (1470-1485)
10. Gıyâseddîn Halil Bey (1485-1510)
11. Mahmûd Bey (1510-1514 y 1516–1517)
12. Selim Bey (1514-1516)
13. Kubad Pasa (1517-1520)
14. Pirî Mehmed Pasa (1520-1568)
15. Dervis Bey (1568-1569)
16. Ibrahim III Bey (1569-1589)
17. Mehmed II Bey (1589-1594)
18. Pir Mansur Bey (1594-1608)